# Alfa Romeo 75
O Alfa Romeo 75, vendido na América do Norte como Alfa Romeo Milano, era uma berlina desportiva/ executiva compacta produzido pela fabricante de automóveis italiana Alfa Romeo entre 1985 e 1992. O 75 foi muito bem sucedido comercialmente; em apenas três anos, 170.000 carros foram produzidos e pelo fim da produção em 1992, cerca de 187.300 exemplares foram construídos.
O Alfa Romeo 75 foi o último modelo que a fabricante desenvolveu antes de ser adquirida pela Fiat.

## Resumo
O 75 foi introduzido em Maio de 1985 para substituir o Giulietta (com o qual partilhava muitos componentes), e deram-lhe este nome para comemorar 75 anos de produção da Alfa Romeo. A carroçaria, desenhada pelo chefe do Alfa Romeo Centro Stile, Ermanno Cressoni, foi estilizado numa forma de cunha, afilando-se à frente com faróis quadrados e uma grelha a condizer (características semelhantes ao 33, também desenhado por Cressoni).
No Auto Salão de Turim de 1986, um protótipo de uma carrinha 75 era para ser vista, um precursor atractivo da carrinha 156. Esta versão nunca foi, contudo, listada para venda, sendo cancelada após a Fiat ter tomado o controlo da Alfa Romeo. O carro, apelidado de 75 Turbo Wagon, foi feito pelo construtor de carroçarias italiano Rayton Fissore usando um 75 Turbo como base. Duas versões da carrinha foram encontradas no Salão de Genebra de 1987; um era este Turbo Wagon e o outro era uma versão de 2.0 litros chamada Sportwagon.

## Características Técnicas
O 75 tinha algumas características irregulares, nomeadamente o facto de ser quase perfeitamente equilibrado da frente para trás já que a transmissão transeixo era instalada na traseira.
O Alfa Romeo 75 tinha um computador de diagnóstico avançado que se montava na consola central, chamado Alfa Romeo Control, capaz de monitorizar os sistemas do motor e alertar os condutores de falhas potenciais.
Quando o 75 foi lançado, a sua gama de motores tinha um 1.6 de quatro cilindros, 1.8 e 2.0 motores carburados a gasolina, um 2.0 com radiador turbodiesel feito pela VM Motori. e um V6 de 2.5 litros de combustível injectado. Em 1986 foi introduzido o 75 Turbo, que tinha um motor Twin Cam 1779 cc com combustível injectado usando um Garrett T3 Turbo, com radiador e radiador de óleo.
Em 1987, um V6 de 3.0 litros foi adicionado à gama e um motor Alfa Romeo Twin Cam com 2.0 litros foi redesenhado para ter duas velas de ignição por cilindro, e o motor chamava-se Twin Spark. Com injecção de combustível e VVT, o motor produzia 148 cv. Este motor fundou, sem dúvida, os motores modernos, porque foi o primeiro motor de produção a usar o VVT. Nos EUA, onde o carro era conhecido como Milano, só o 2.5 e o 3.0 V6 estavam disponíveis, de 1987 a 1989.
Os 2.5 americanos eram fundamentalmente diferentes dos seus homólogos europeus. Devido aos regulamentos americanos, foram necessárias algumas alterações. O mais visível do lado de fora eram os pára-choques americanos, feitos pela típica borracha. Além disso, estes para-choques tinham material amortecedor pesado e espesso dentro deles e eram montados nos amortecedores do veículo. Para acomodar estes amortecedores, as carroçarias americanas eram ligeiramente diferentes às Europeias. Outras mudanças relativamente ao modelo europeu eram:

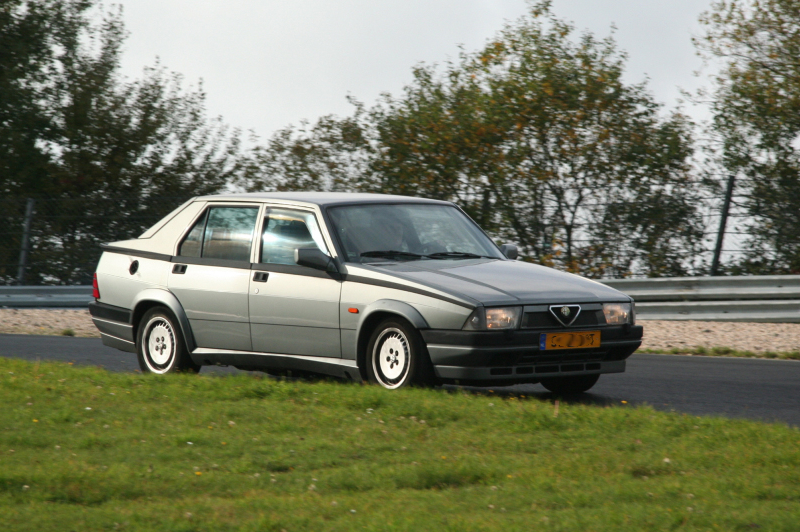
Alfa Romeo 75 na Nürburgring

- Um tanque de combustível de 67 litros que estava localizado atrás dos bancos traseiros, reduzindo a capacidade da mala de 500 litros para 300 litros.
- Marcadores laterais nos pára-choques
- Silenciador do escape saindo por baixo do pára-choques no lado direito do carro em vez do centro
- Fortificações nas portas e na tampa da mala
- Ganchos debaixo do capô, para manter o capô em posição num acidente

Os carros americanos também tinham níveis de equipamento diferentes (dependendo da versão: Milano Silver, Milano Gold, ou Milano Platinum). Espelhos retrovisores ajustáveis electricamente, assentos reclináveis electricamente e cruise control eram usualmente opcionais na Europa. O carro também esteve disponível com uma transmissão automática ZF de três velocidades para o 2.5 V6. Outras, mais comuns como vidros traseiros operados electricamente e sistema de Ar Condicionado eram padrão nos EUA. Os carros americanos também tinham um estilo diferente dos estofos e, naturalmente, mostradores diferentes indicando a velocidade em milhas, a pressão do óleo em psi e a temperatura do óleo em graus Fahrenheit e tinha uma luz de aviso do cinto de segurança.
A versão europeia do 2.5 V6 (2.5 6V Inezione ou 2.5QV) foi vendido oficialmente entre 1985 e 1987, embora alguns deles não tenham sido registados até 1989. Foram vendidos relativamente poucos (cerca de 2800 unidades), especialmente quando o 1.8 Turbo com 155 cv foi lançado, pois em alguns países era mais barato em impostos devido à sua cilindrada menor. Para criar um espaço entre o V6 e os motores de quatro cilindros em linha, o 2.5 passou a ter 2959 cc para produzir 188 cv e o motor foi introduzido como 3.0 America em 1987. Como a designação sugere, o motor só vinha com a especificação dos EUA, com os para-choques de impacto e o tanque de combustível na mala. No entanto, os Americas europeu não estavam equipados com marcadores laterais ou com as fortificações nas portas, capô e na tampa da mala. Dependendo do país de entrega, o 3.0 America podia ser equipado com um conversor catalítico.

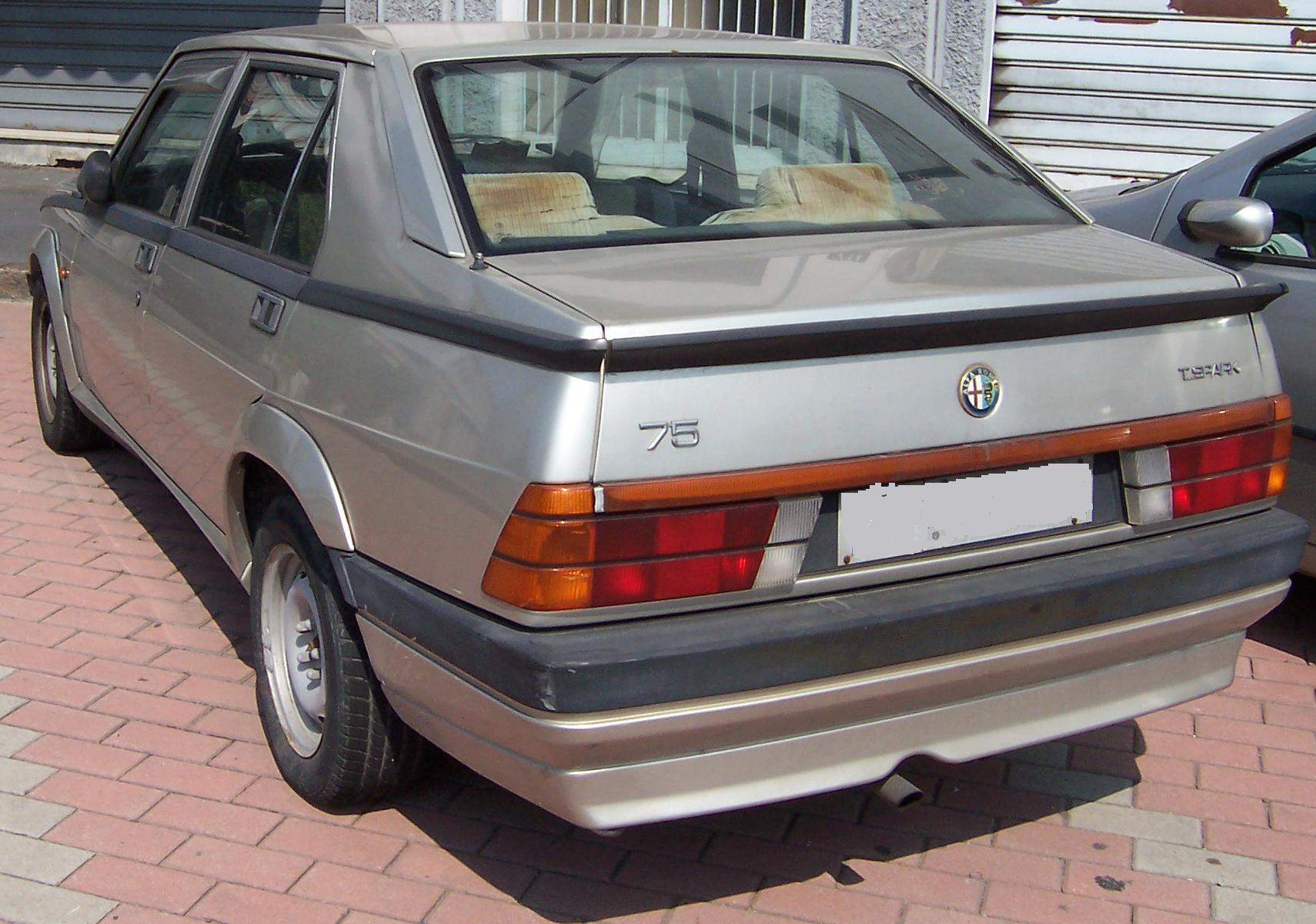
Vista traseira de um Alfa Romeo 75

Em 1988, os motores foram actualizados novamente, a versão 1.8 L com carburador foi substituída por 1.8 com combustível injectado e um novo e maior motor diesel foi adicionado à gama. No fim de 1989 a versão 1.6L com carburador com actualizada para ter injecção de combustível e em 1990 o 1.8 Turbo e o 3.0 V6 receberam mais potência e uma suspensão actualizada. O 1.8 estava disponível na versão America mas, estranhamente, não era disponível nos mercados americanos. O 3.0 V6 chegou aos EUA como o Milano Verde.

## Turbo Evoluzione
500 exemplos do Turbo Evoluzione foram produzidos na Primavera de 1987 para atender às necessidades do Grupo A. O carro tinha muitas modificações em comparação com o modelo turbo normal. O motor tinha 1762 cc (o normal tinha 1779 cc) e a potência era a mesma que na versão turbo normal, mas o motor era mais adequados para upgrades de potência que o motor normal do 75 Turbo.

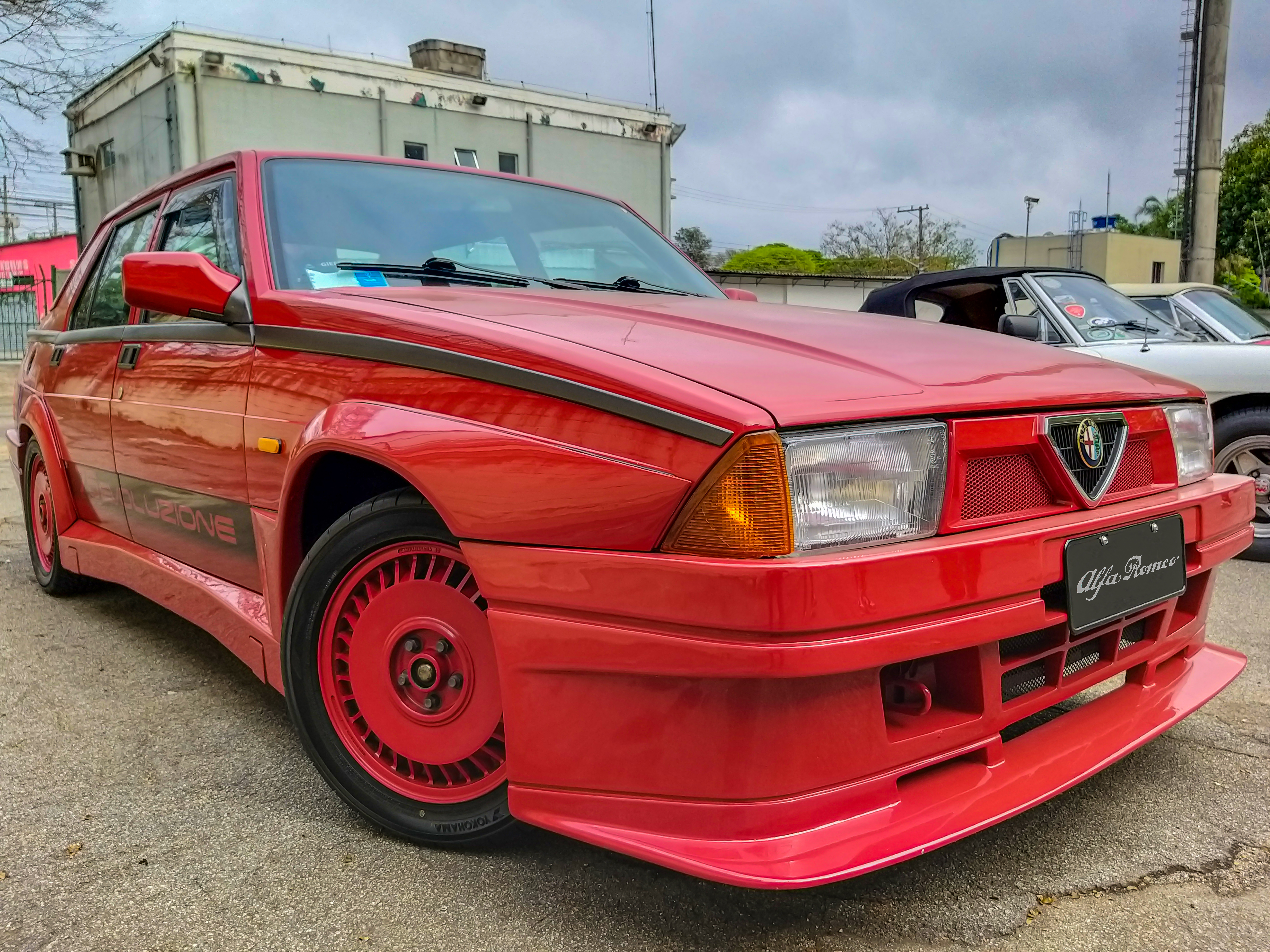
Alfa Romeo 75 Turbo Evoluzione

## Motores
| Modelo                       | Disposição               | Sistema de combustível   | Potência                 | Torque                   | Notas                                                                  |
| Lançamento, Maio de 1985     | Lançamento, Maio de 1985 | Lançamento, Maio de 1985 | Lançamento, Maio de 1985 | Lançamento, Maio de 1985 | Lançamento, Maio de 1985                                               |
| ---------------------------- | ------------------------ | ------------------------ | ------------------------ | ------------------------ | ---------------------------------------------------------------------- |
| 1.6                          | (1570 cc)                | Carb                     | 110 cv @ 5800 rpm        | 146 Nm @ 4000 rpm        | -                                                                      |
| 1.8                          | (1779 cc)                | Carb                     | 120 cv @ 5300 rpm        | 170 Nm @ 4000 rpm        | -                                                                      |
| 2.0                          | (1962 cc)                | Carb                     | 128 cv @ 5400 rpm        | 183 Nm @ 4000 rpm        | -                                                                      |
| 2.0 TD                       | (1995 cc)                | Turbodiesel              | 95 cv @ 4300 rpm         | 192 Nm @ 2300 rpm        | (só para mercados de condução à esquerda)                              |
| 2.5                          | (2492 cc)                | injetado V6              | 156 cv @ 5600 rpm        | 206 Nm @ 3200 rpm        | -                                                                      |
| 1986                         |                          |                          |                          |                          |                                                                        |
| 1.8 Turbo                    | (1779 cc)                | Turbo Injetado           | 155 PS @ 5800 rpm        | 226 Nm @ 2600 rpm        | -                                                                      |
| 1987                         |                          |                          |                          |                          |                                                                        |
| 2.0 TS                       | (1962 cc)                | injetado                 | 148 PS @ 5800 rpm        | 186 Nm @ 4000 rpm        | (melhoramento da actual motor 2.0)                                     |
| 3.0                          | (2959 cc)                | injetado                 | 188 cv @ 5800 rpm        | 250 Nm @ 3000 rpm        | ('Milano' apenas nos mercados americanos)                              |
| 1988                         |                          |                          |                          |                          |                                                                        |
| 1.6 catalítico               | (1570 cc)                | injetado                 | 105 cv @ 6000 rpm        | 132 Nm @ 4000 rpm        | -                                                                      |
| 1.8 i.e.                     | (1779 cc)                | injetado                 | 122 cv @ 5500 rpm        | 157 Nm @ 4000 rpm        | (em substituição dos existentes 1.8)                                   |
| 2.4 TD                       | (2393 cc)                | Turbodiesel              | 112 cv @ 4200 rpm        | 235 Nm @ 2400 rpm        | -                                                                      |
| 3.0 V6 America catalítico    | (2959 cc)                | injetado                 | 188 cv @ 5800 rpm        | 250 Nm @ 3000 rpm        | (apenas em mercados europeus)                                          |
| 1990                         |                          |                          |                          |                          |                                                                        |
| 1.6 i.e.                     | (1570 cc)                | injetado                 | 107 cv @ 6000 rpm        | 137 Nm @ 4000 rpm        | -                                                                      |
| 1.8 Turbo Quadrifoglio Verde | (1779 cc)                | injetado                 | 165 cv @ 5800 rpm        | 226 Nm @ 2600 rpm        | -                                                                      |
| 2.0 TS catalítico            | (1962 cc)                | injetado                 | 148 PS @ 5800 rpm        | 186 Nm @ 4000 rpm        | (em substituição dos 2.0)                                              |
| 3.0 V6 QV                    | (2959 cc)                | injetado                 | 192 cv @ 5800 rpm        | 250 Nm @ 3000 rpm        | (em substituição dos 3.0, este modelo ficou conhecido como Potenziata) |

## Desporto Automóvel
O Alfa Romeo e o seu departamento de corridas Alfa Corse correu com o 75 Turbo Group A no WTCC na época de 1987. Os pilotos da equipa eram Nicola Larini, Gabriele Tarquini, Sandro Nannini, Jacques Laffite e Mario Andretti. Sem sucesso e a época toda sendo uma farsa, a equipa desistiu.
Gianfranco Brancatelli ganhou a série de 1988 da ITC com o Alfa Romeo 75 Turbo e Giorgio Francia ficou em segundo na ITC de 1991.